# Иттифак аль-Муслимин
Иттифа́к аль-Муслими́н (араб. اتفاق المسلمين‎ — Союз (единство) мусульман) — первая всероссийская исламская партия, созданная джадидами в 1905 году.
Имела отделения в Поволжье, Крыму, на Урале и Кавказе, в Сибири, Туркестане и Закавказье. Программа предусматривала ряд либеральных преобразовании и объединение всех мусульман России без различия сословий и национальностей.
Прекратила существование в 1907 году.

## Создание
Создана на 1-м Всероссийском конгрессе мусульман, проводившемся 15 августа 1905 года в Нижнем Новгороде. На конгрессе присутствовали делегаты с Крыма, Северного Кавказа, Закавказья, Казани, Урала, Туркестана и Сибири. Конгресс был посвящён вопросу организационной формы мусульманского движения. Закавказская делегация включала Алимардан-бека Топчибашева, который стал заместителем председателя конгресса.
В завершении конгресса умеренные взгляды превалировали и было решено создать мусульманский союз, вместо политической партии.
«Иттифак» поставил перед собой следующие цели:
- Объединение мусульман России в едином движении
- Установление конституционной монархии на основе пропорциональной репрезентации национальностей
- Правовое равенство мусульманского и русского населения и упразднение законов и административных практик, дискриминирующих мусульман
- Развитие культуры и образования мусульман

## Преобразование в политическую партию
Во время 3-го Всероссийского конгресса мусульман в августе 1906 года, было принято решение трансформировать «Иттифак» в политическую партию, представляющую интересы мусульман в Российской Империи. Платформа партии была схожей с платформой либеральной Конституционно-демократическая партии (партии «Кадетов»), с дополнительным фокусом на вопросы религиозного и национального равенства мусульман и русских. Программы различались по решению вопросов школьного образования.

## Деятельность
«Иттифак» была представлена на Государственной Думе 1-го созыва в мае 1906 года. Среди депутатов были представлены и мусульмане-азербайджанцы Алимардан-бек Топчибашев, Исмаил Хан Зиятханов, Халил-бек Хасмамедов и Абдуррагим-бек Ахвердов. Когда Вторая Дума была распущена, три месяца спустя, избирательное законодательство было изменено таким образом, чтобы уменьшить количество представителей нерусских национальностей. В Третьей Думе, чей в основном консервативный состав был как минимум приемлем для царского дома, закавказские мусульмане были представлены только одним депутатом, Халил-беком Хасмамедовым.
Вследствие начала с июля 1907 года столыпинской реакции «Иттифак» фактически самостоятельно распался.